# ステーキ

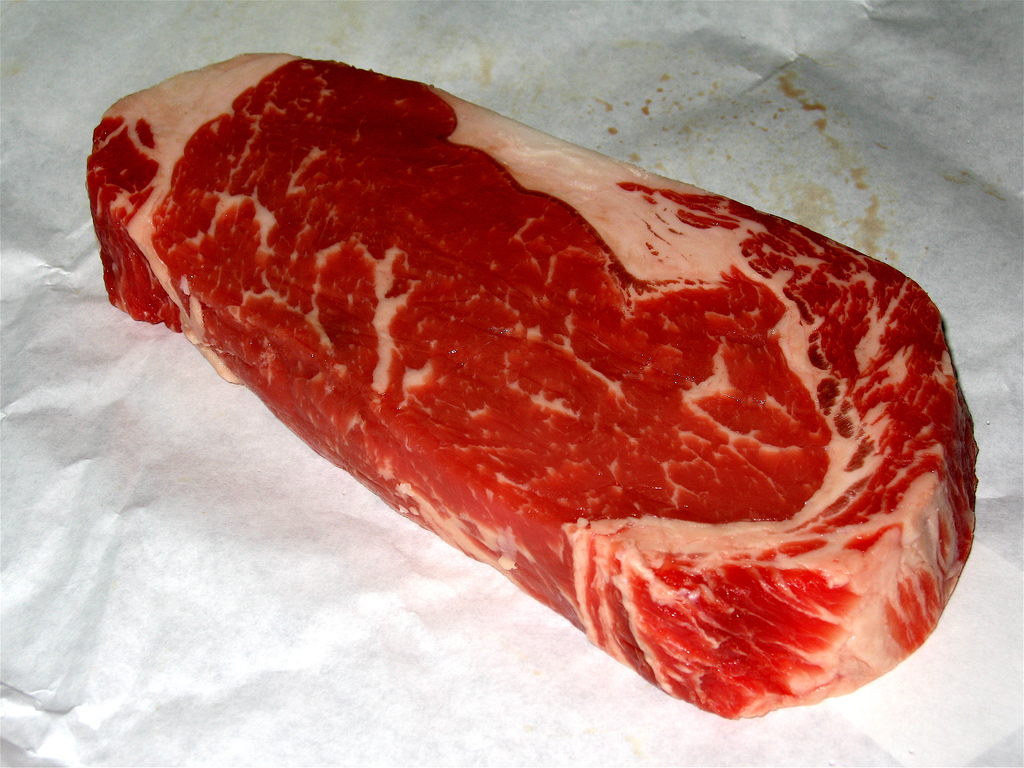
ステーキ肉

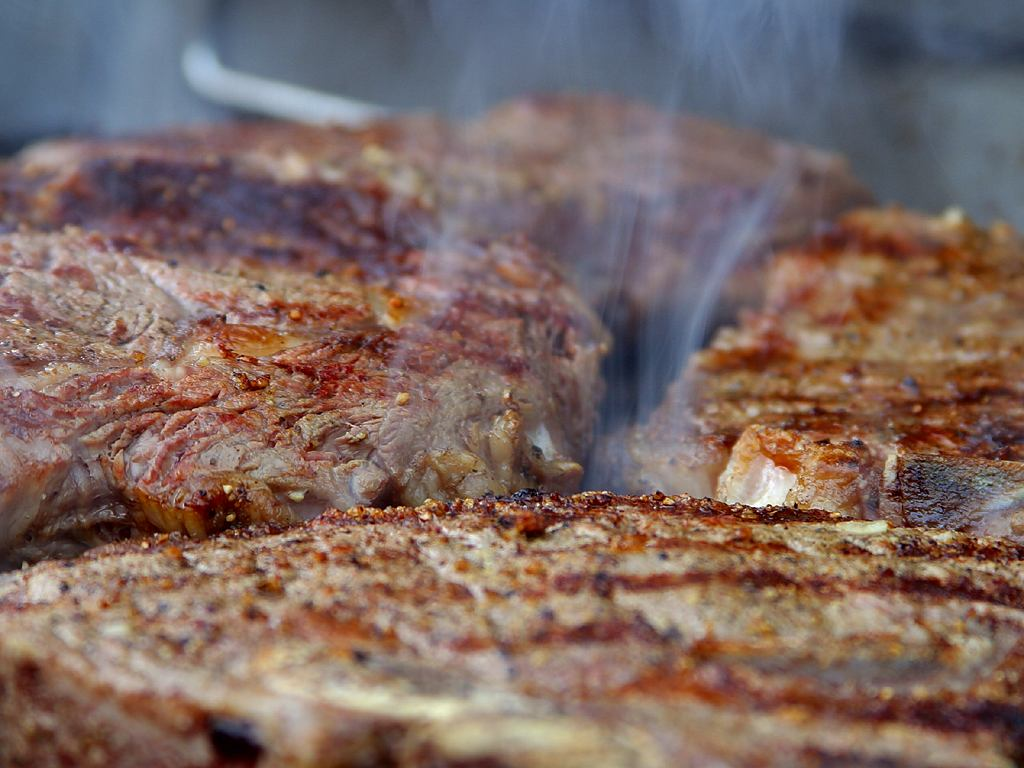
調理中のステーキ

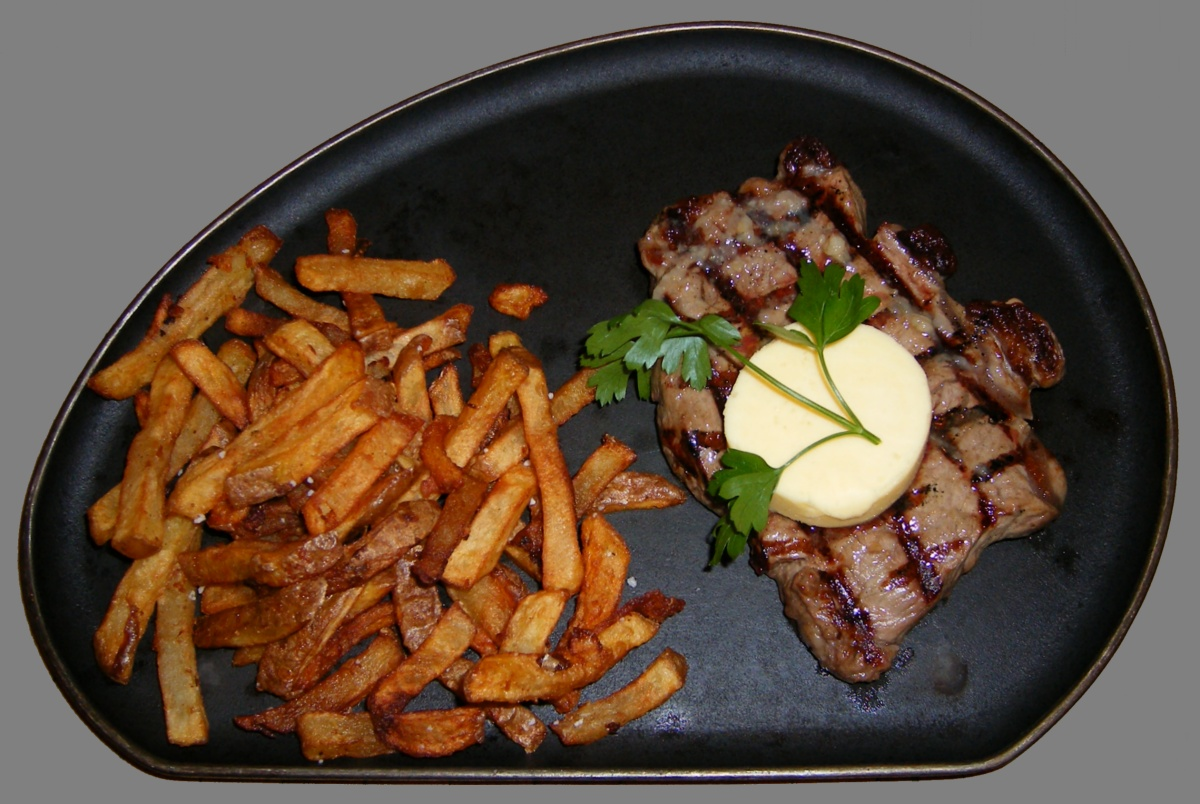
サーロインステーキと付け合わせのポテト

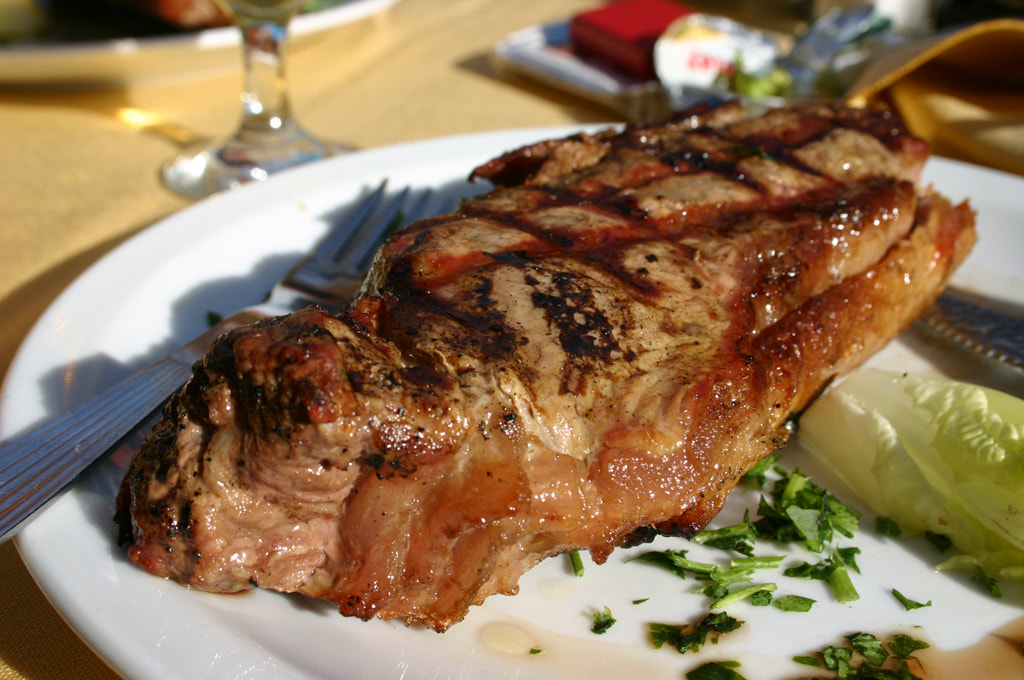
アルゼンチンのステーキ

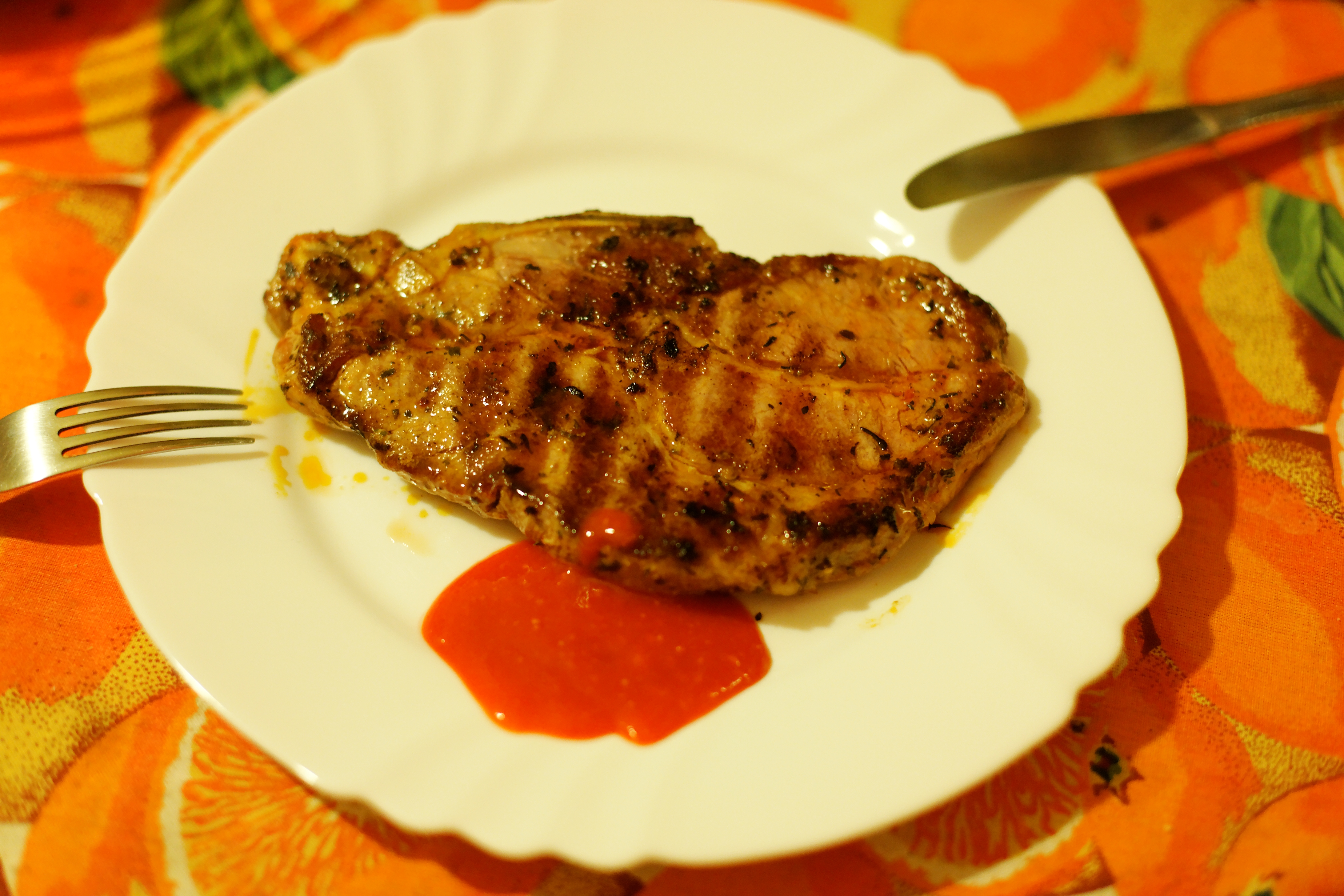
ポークステーキ

ステーキ（英: steak）は、牛の上質な部位の精肉で、筋繊維の走行に対して垂直にカットされた比較的厚切りの肉片。日本においては、その肉を使った料理や調理法を意味する用語として用いられることが多く、食材としてのステーキについては「ステーキ肉」などと区別して呼ばれる。
なお、細切れや薄切りにされた肉や、ひき肉などをステーキ状に整形したものをステーキと呼ぶ場合もあり、また牛以外の素材に対しても用いられることがある。
通常は塩と胡椒程度の最低限の味付けで、グリルで直火焼き、あるいはフライパン・鉄板などを使用して焼き上げられる。

## 概要
ステーキは、もっともシンプルな肉調理であるため、「肉そのものの味」が大きな影響を与える。よって、肉の種類・部位・質の選定が大切となる。
肉質は牛種や血統、牛が育った環境や飼料によって異なり、部位によって味や食感が大きく異なる。また焼き方やその技術、調理に用いる器具や熱源によっても味が変わる。筋切りや熟成といった処理も影響する。また添えられるソースや薬味も重要な要素である。

## 調理
レストランがステーキ用の牛肉を用意する場合、一般に、数日間から数週間、冷蔵庫などの低温下で組織中の酵素の作用により熟成した肉を使用する（牛肉の表面にカビが生えるまで熟成させ、そのカビが繁殖した場所を切り落として使用する店もあり、これを乾燥熟成肉と呼ぶ。）。家庭でステーキを調理する場合は、一般には、肉屋やスーパーマーケットの「肉売り場」で「ステーキ用」と書いてある肉などを買い、即日か数日のうちに調理することになる。柔らかく良い肉の場合、下拵えは筋切り程度で十分だが、硬い肉を柔らかくしたり、香辛料や調味料で下味をつけたりという工夫も行われる。
牛肉は生食も可能な食材であるため、レストランではあらかじめ食べる人の希望を訊ね、その指示に従って調理する。しっかり火を通す焼き方を「ウェルダン」、表面だけ火を通す焼き方を「レア」、その間の状態を「ミディアム」と呼び、さらに細かい指定もある。
焼く直前、あるいは焼いている最中に塩、胡椒などで下味をつける。にんにくのスライスなどと同時に焼いて香りを付けることもある。仕上げにブランデー・ウイスキー・ワイン等でフランベするとより香りが良くなり風味も増す。焼いた素材の上にレモンの輪切りや香草を練り込んだバターを添えることもある。

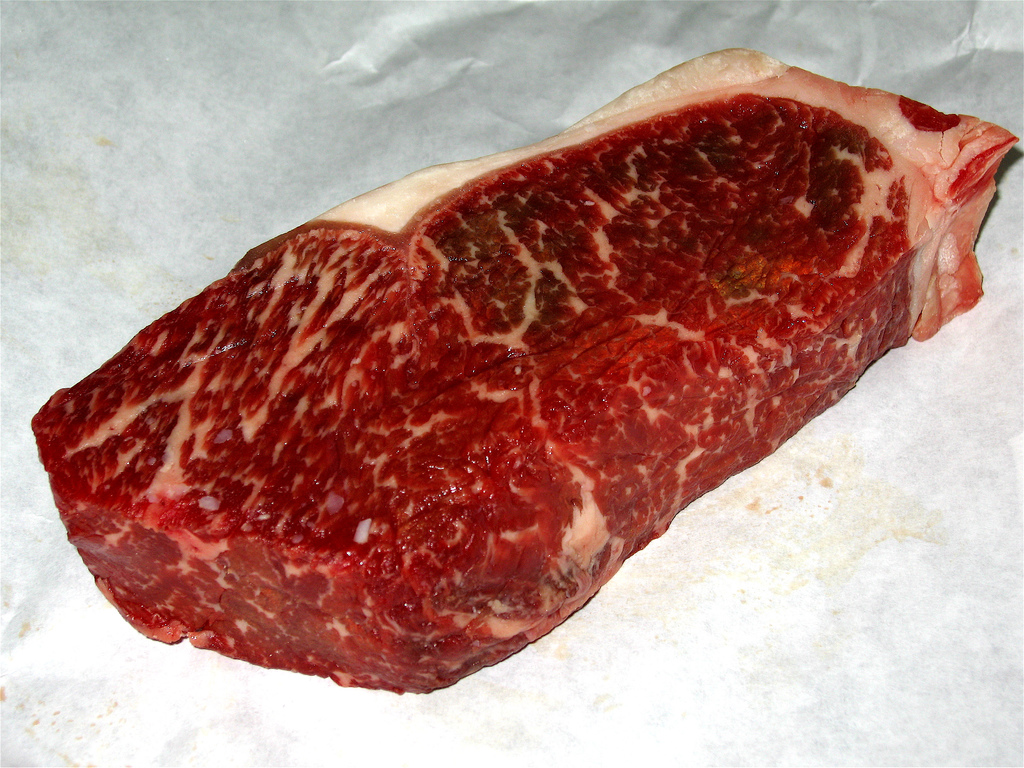
加熱調理前の生肉
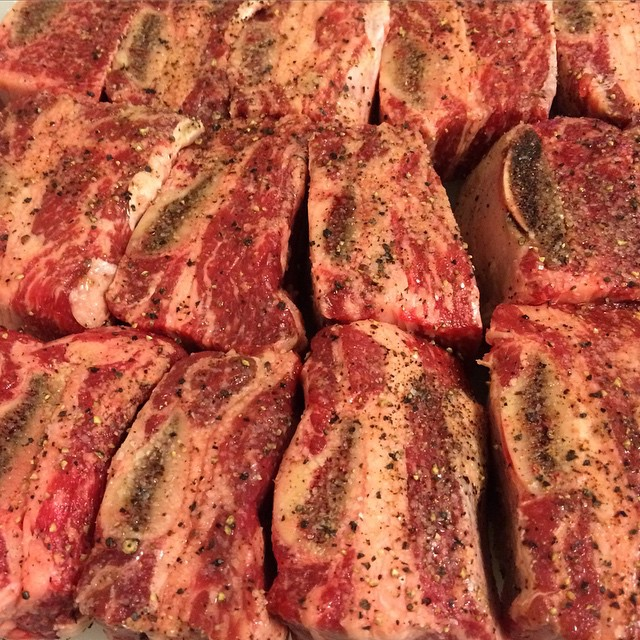
加熱前に胡椒をかけた例
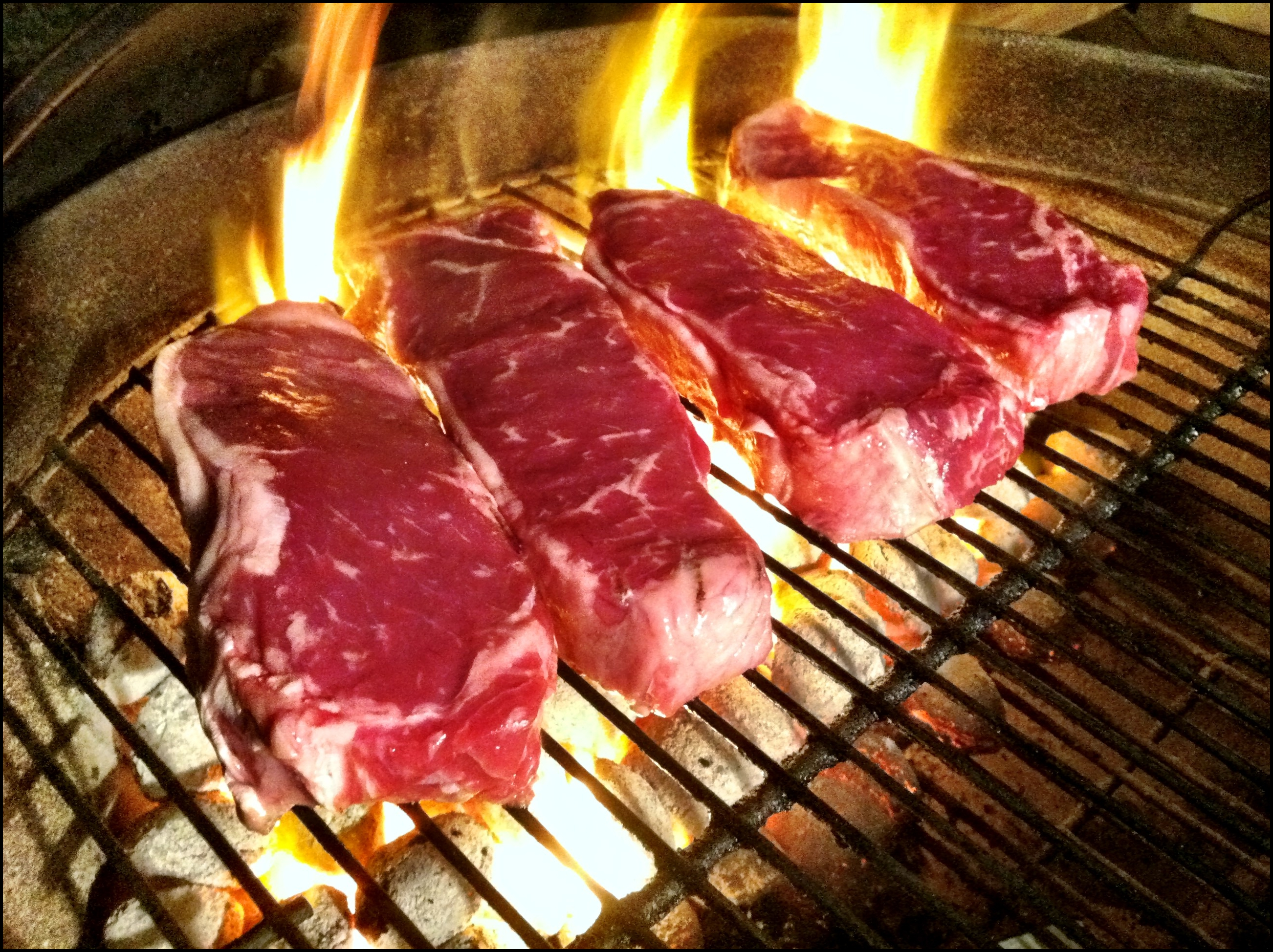
ステーキを炭火でグリル（網焼き）する。
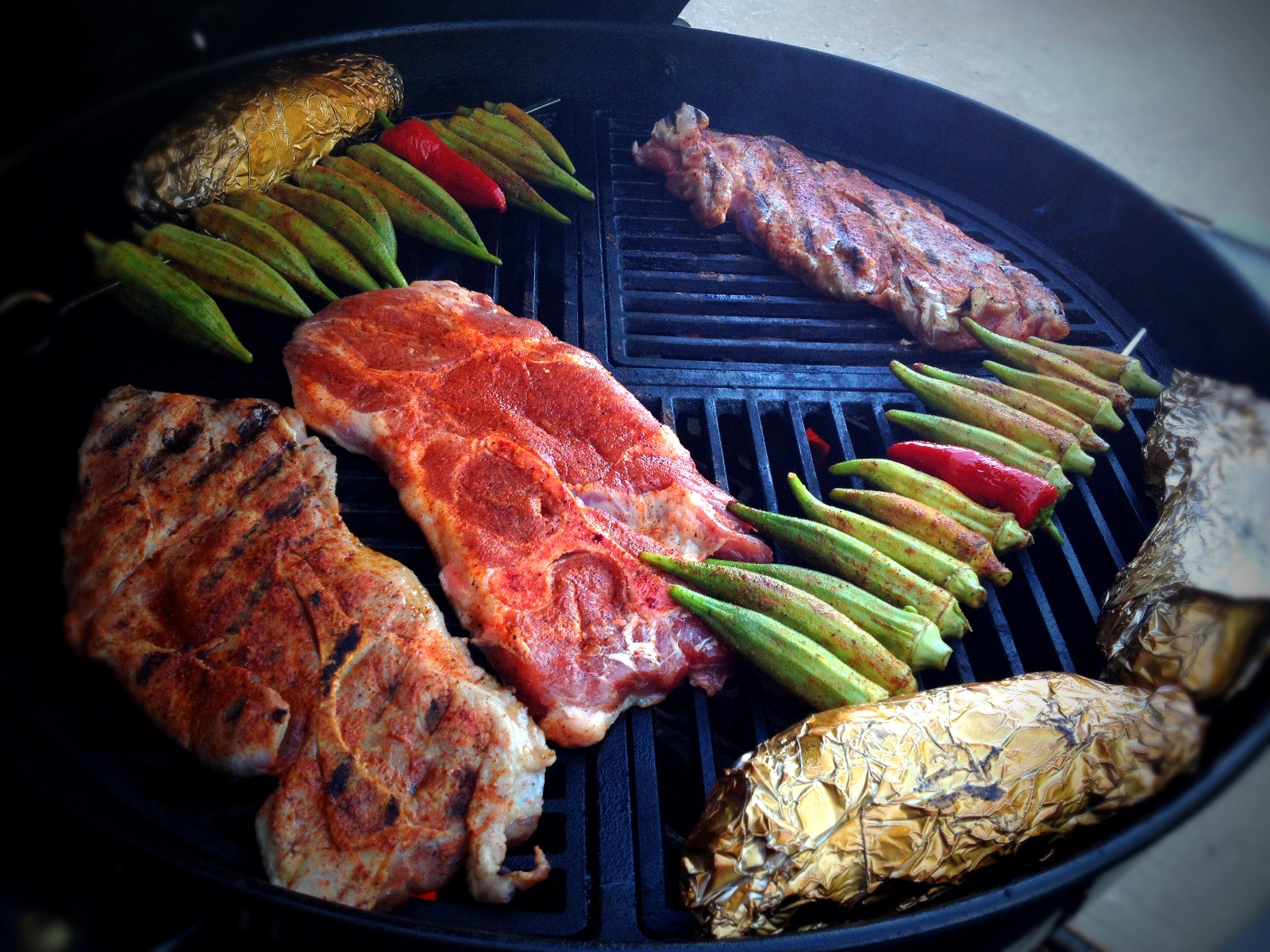
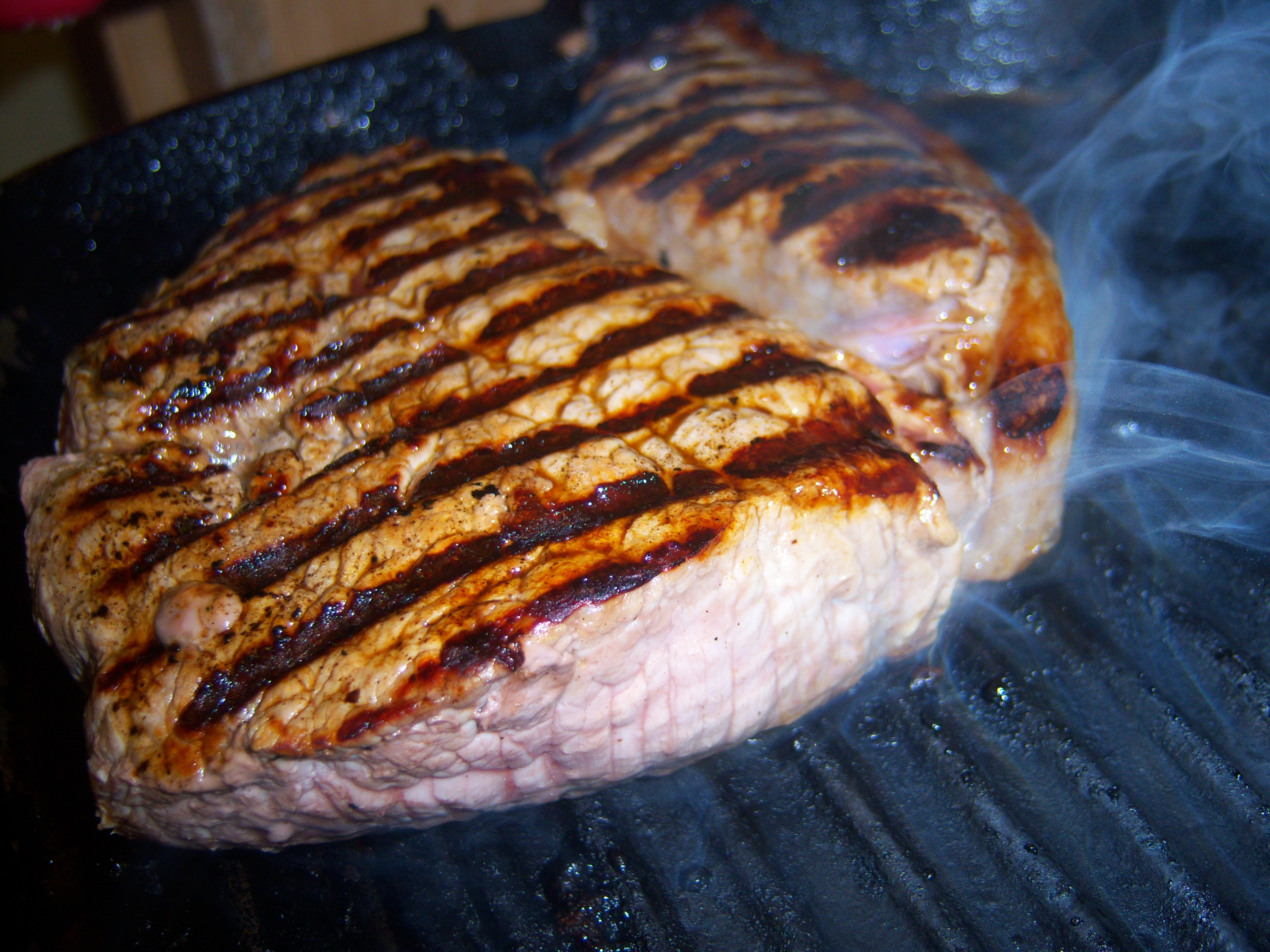
ラムステーキを調理中
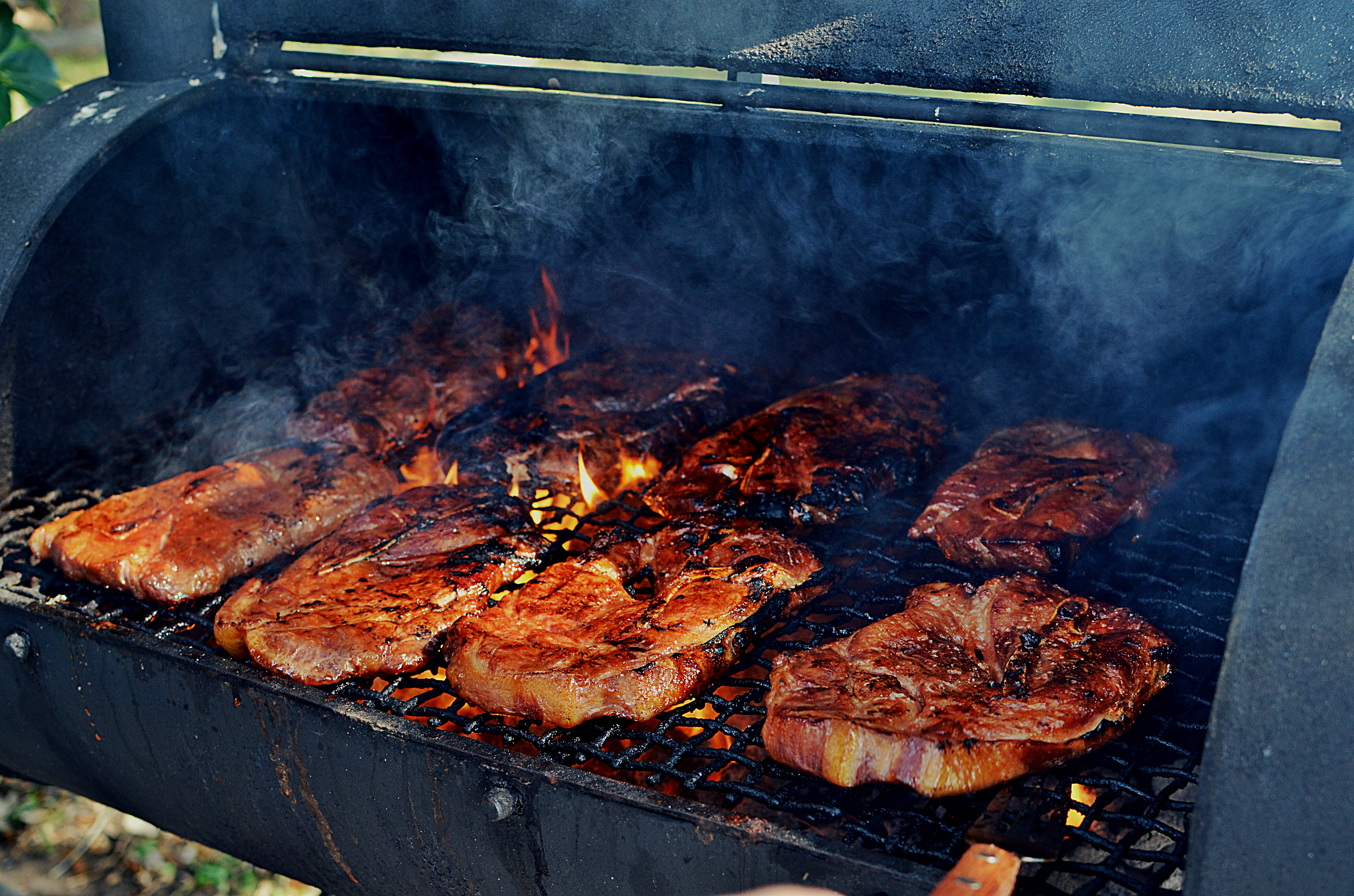
屋外でのステーキの調理
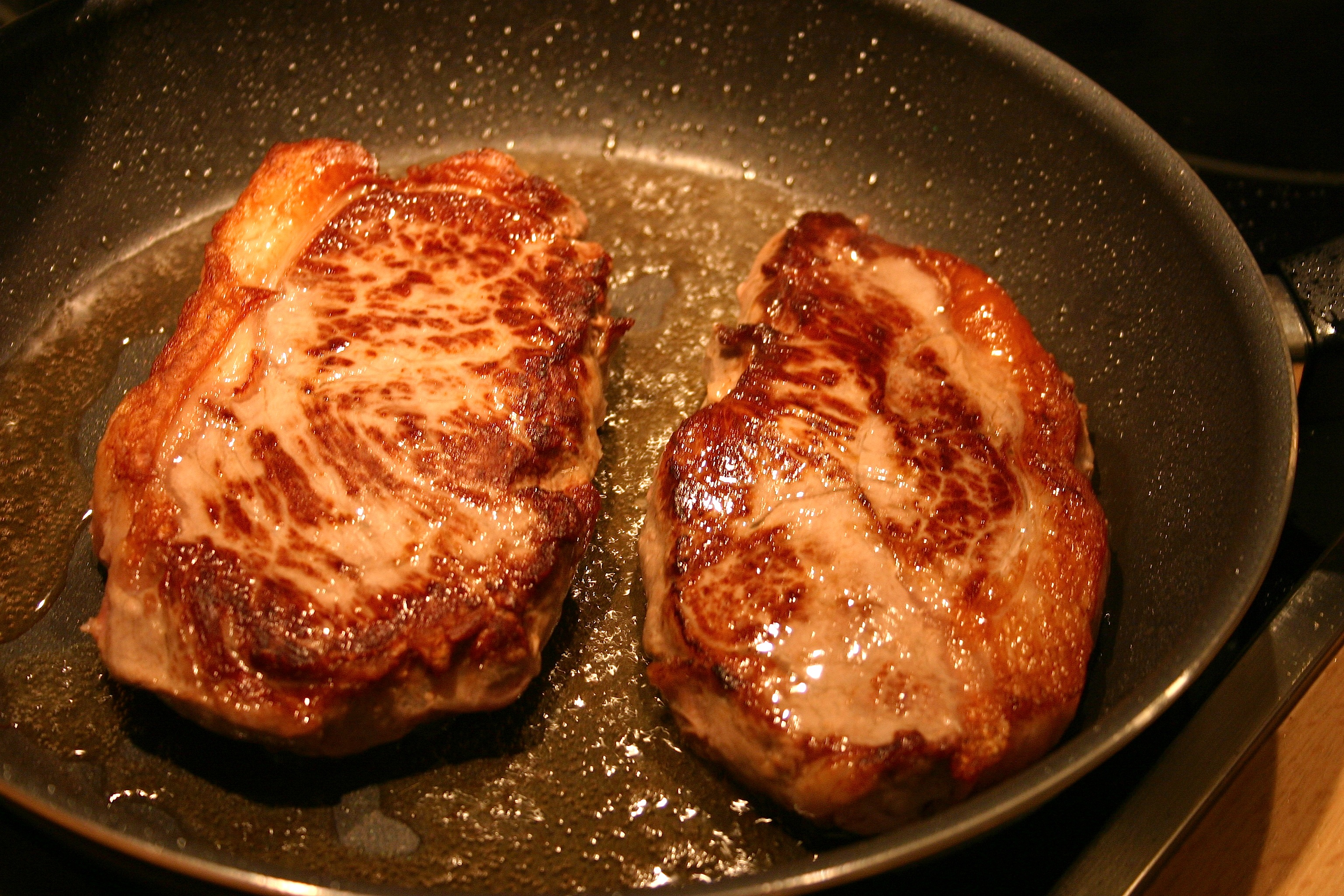
塩と胡椒のみを加えてフライパンでステーキを加熱調理する。
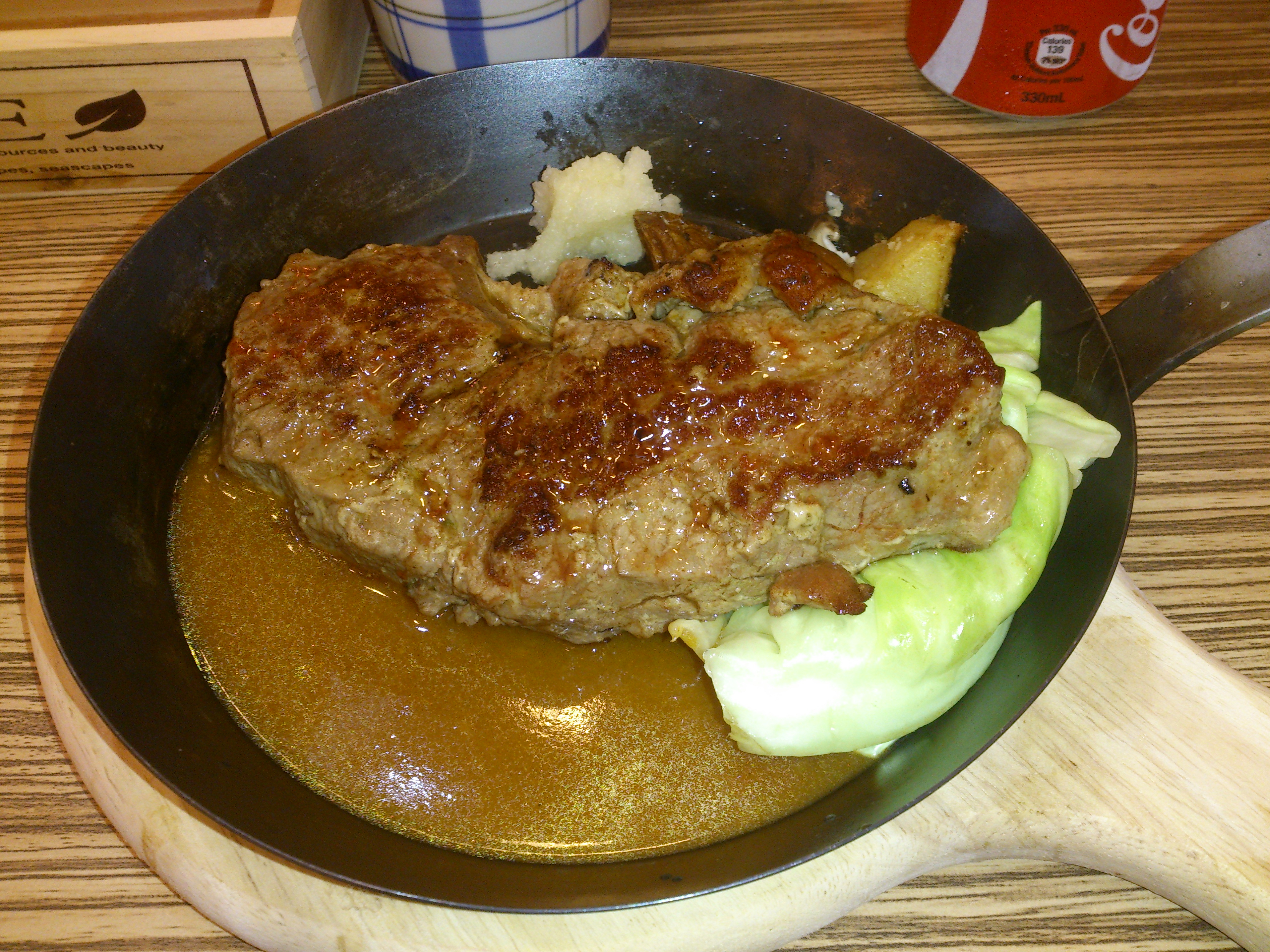
フライパンで焼いたステーキ

フランス人が日常的に食べるステーキはステック・フリットと呼ばれる揚げたじゃがいもを添えたシンプルなものだが、伝統的なフランス料理はソースを非常に重視するため、高級店などでは上質の肉にソースをかけることもある。

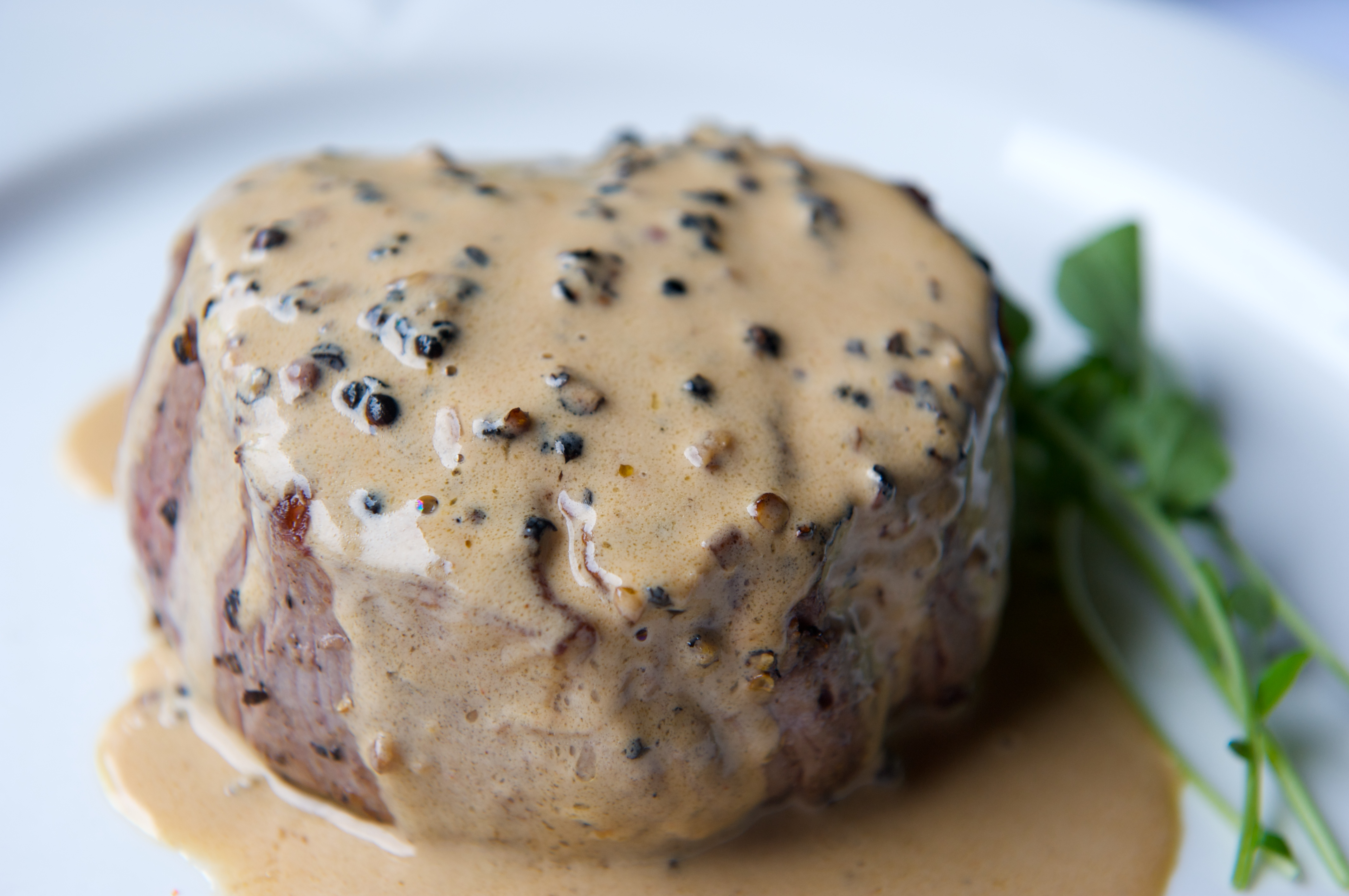
フランスの胡椒風味のソースをかけたステーキ
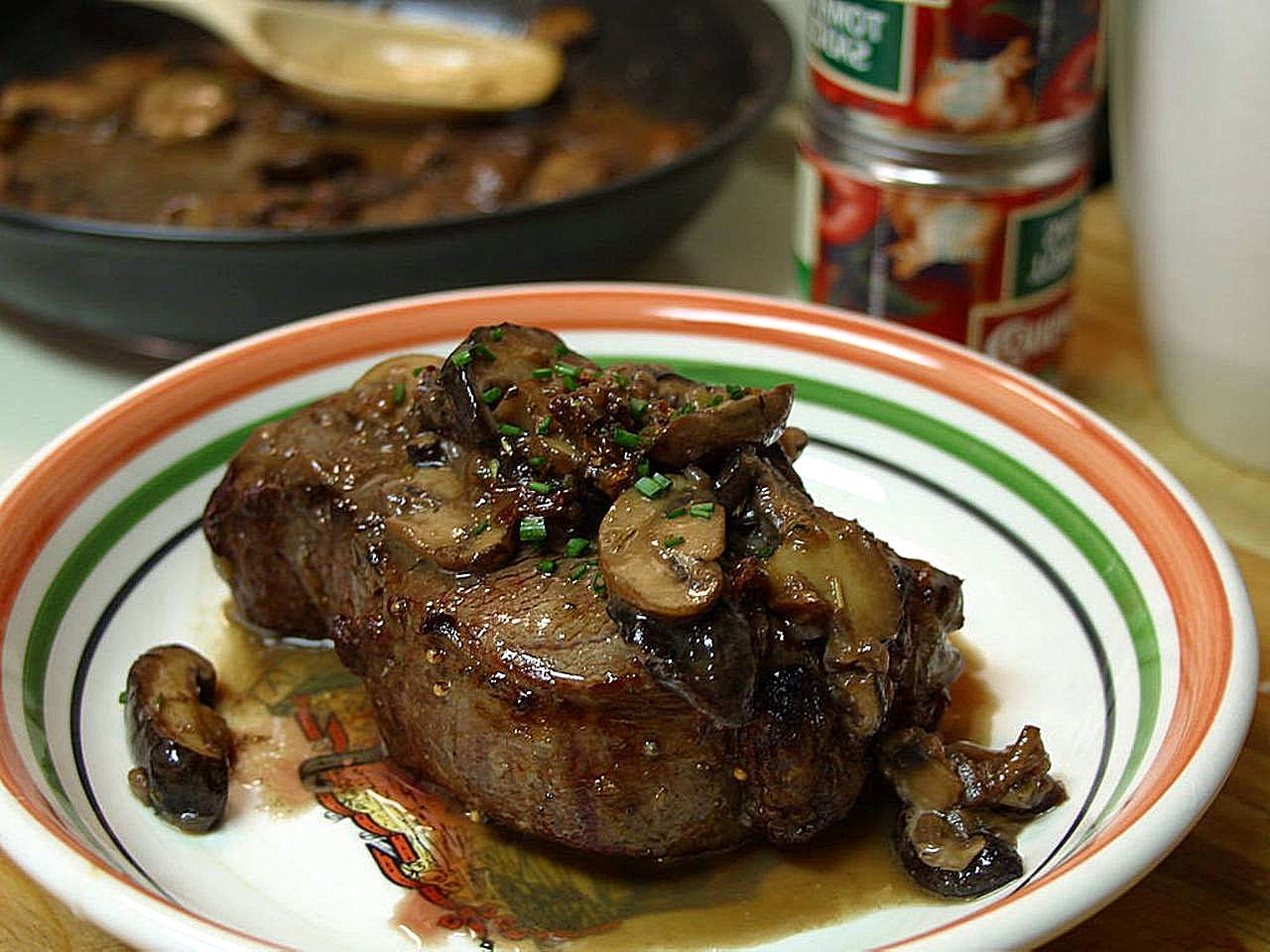
マッシュルームソースをのせたステーキ

質の悪い肉、硬い部位などをそのまま加熱調理すると、噛み切れないほど硬いステーキになることがある。欧米では「靴底のようなステーキ」という表現があり、良くないステーキの典型のひとつである。（諸事情により）比較的硬い肉を選んでしまった場合は、そうした事態を避けるため、調理前にビールや赤ワイン、牛乳やパイナップルジュース、キウイの摺り下ろし、玉ねぎや大根、炭酸ドリンクなどの飲料などに数十分から一晩ほど漬け込んで主に果物に含まれる酵素の作用を利用して肉が柔らかくなるようにするほか、筋切器（ジャカード）や肉たたき（ミートハンマー）などを用いて物理的に肉質を柔らかくしておいてから加熱調理する、ということも行われている。

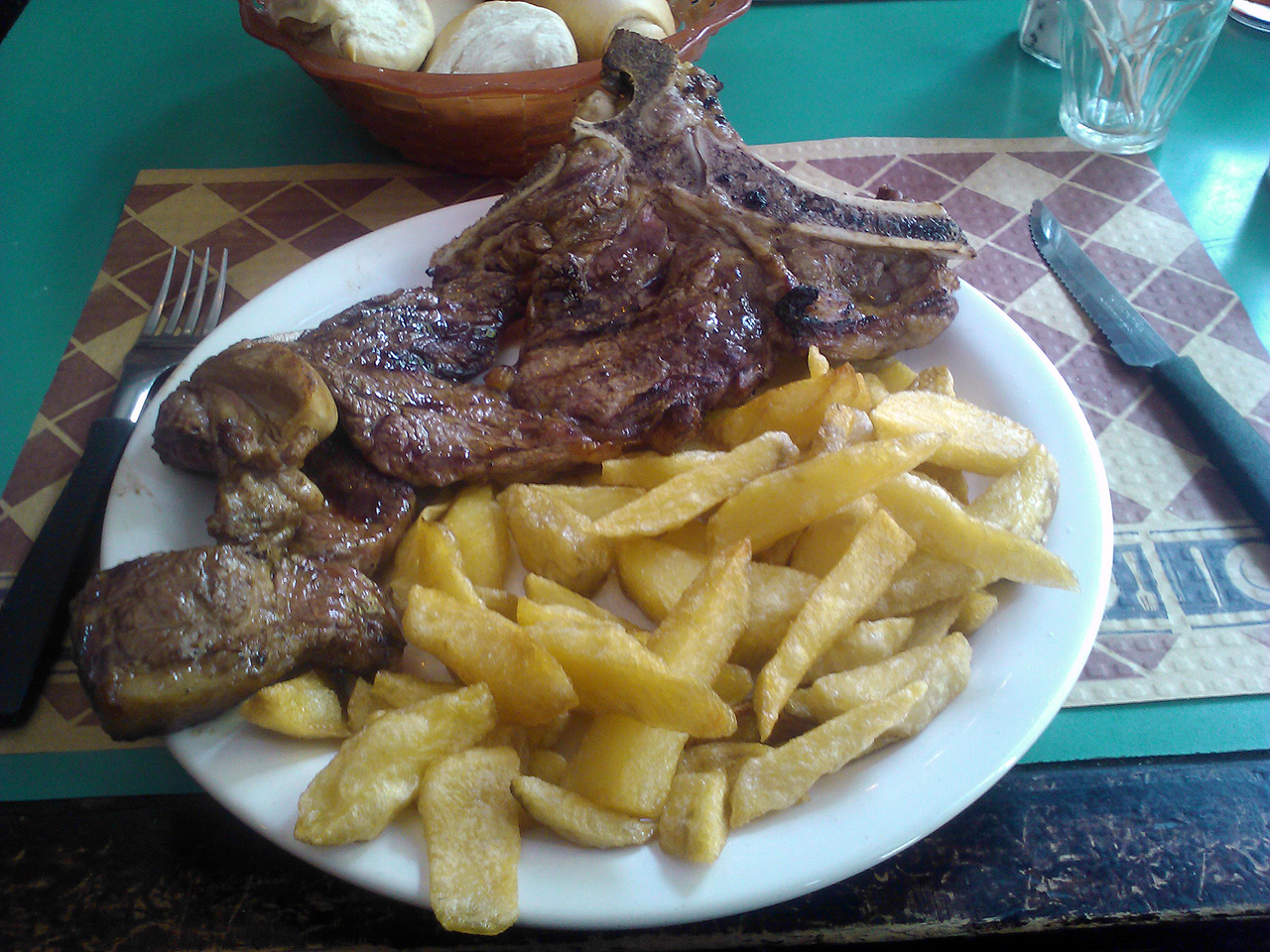
フレンチフライを添えた大衆的なステーキ
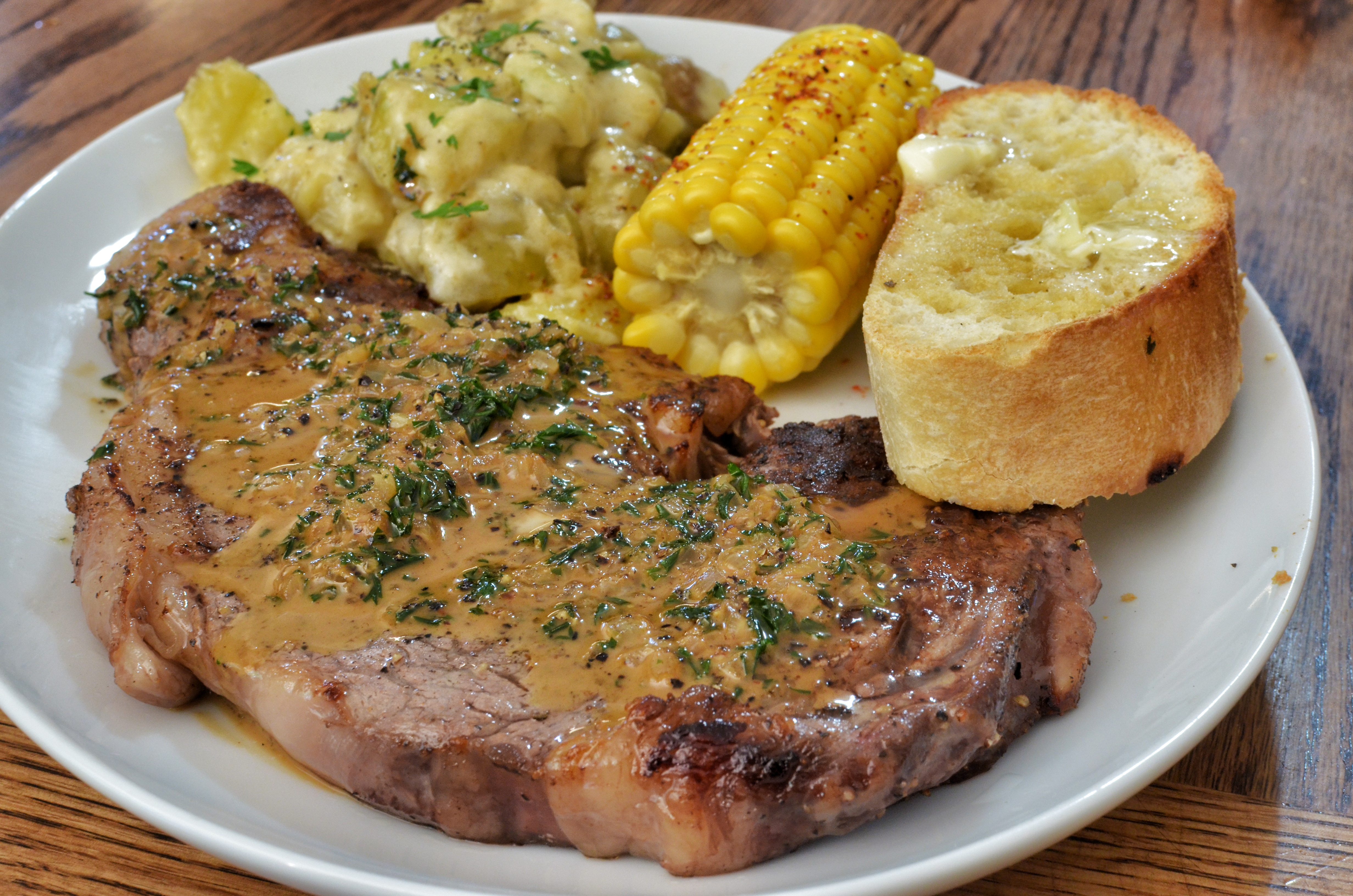
トウモロコシを添えた例
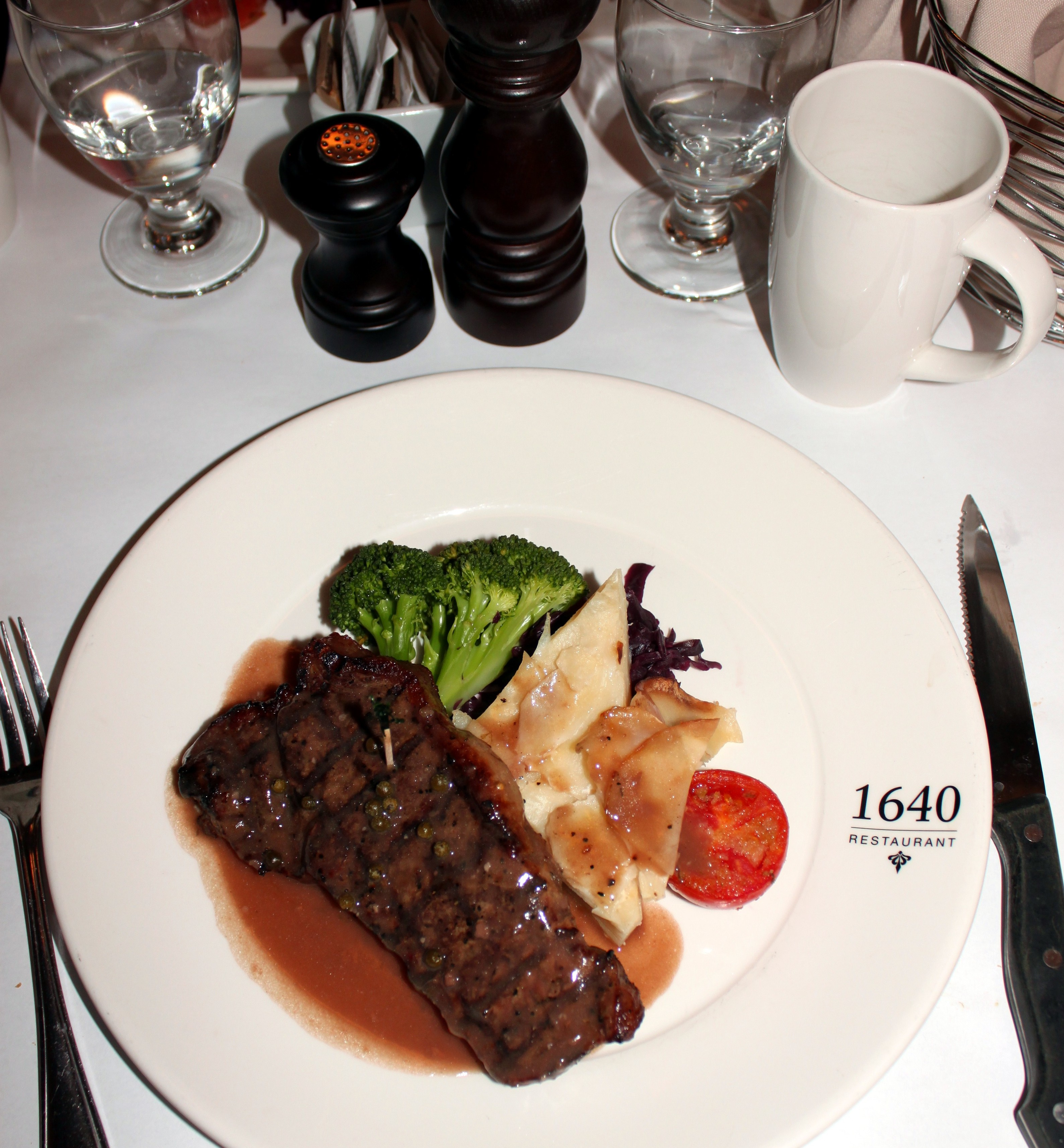
ブロッコリーを添えた例
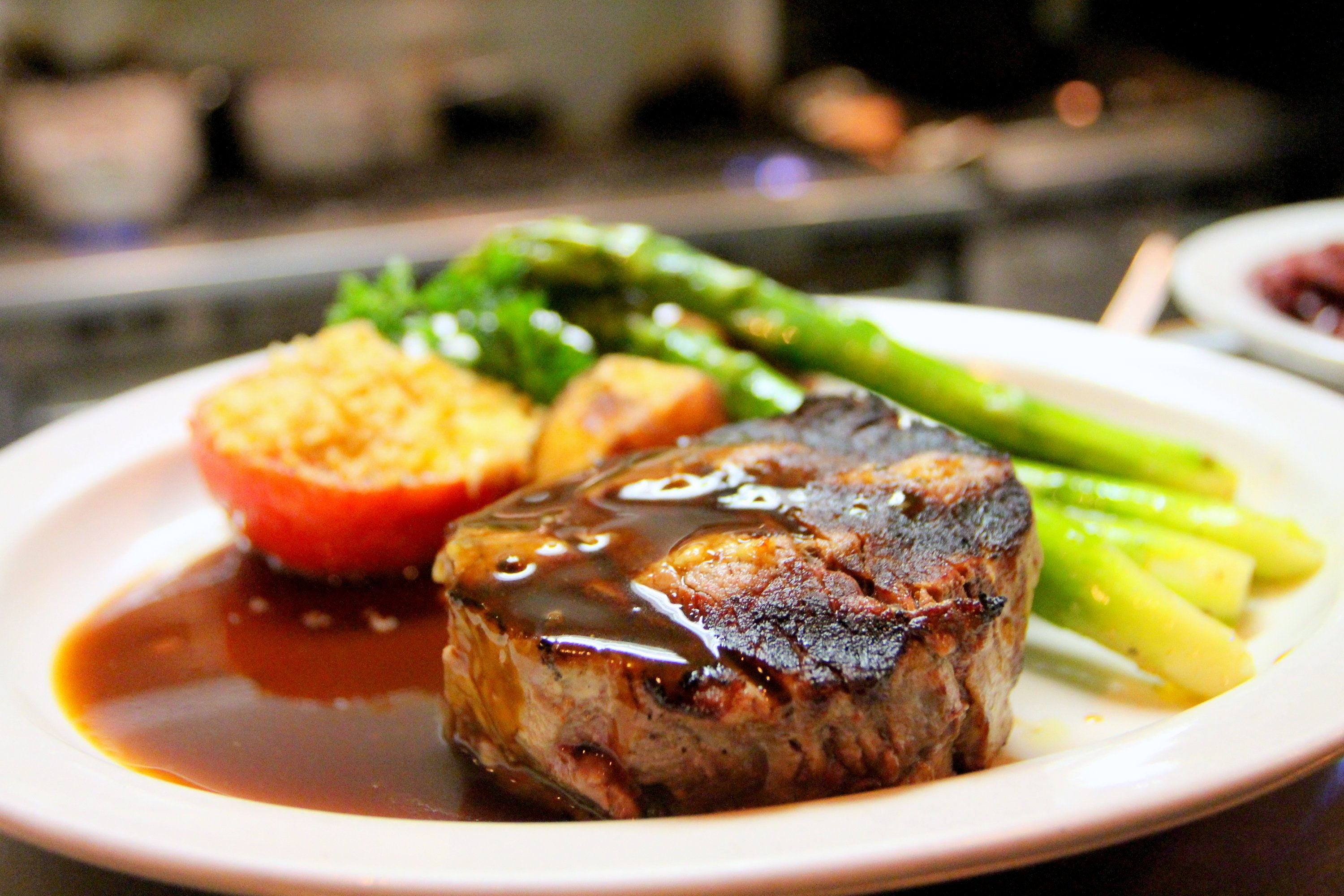
アスパラガスを添えた例
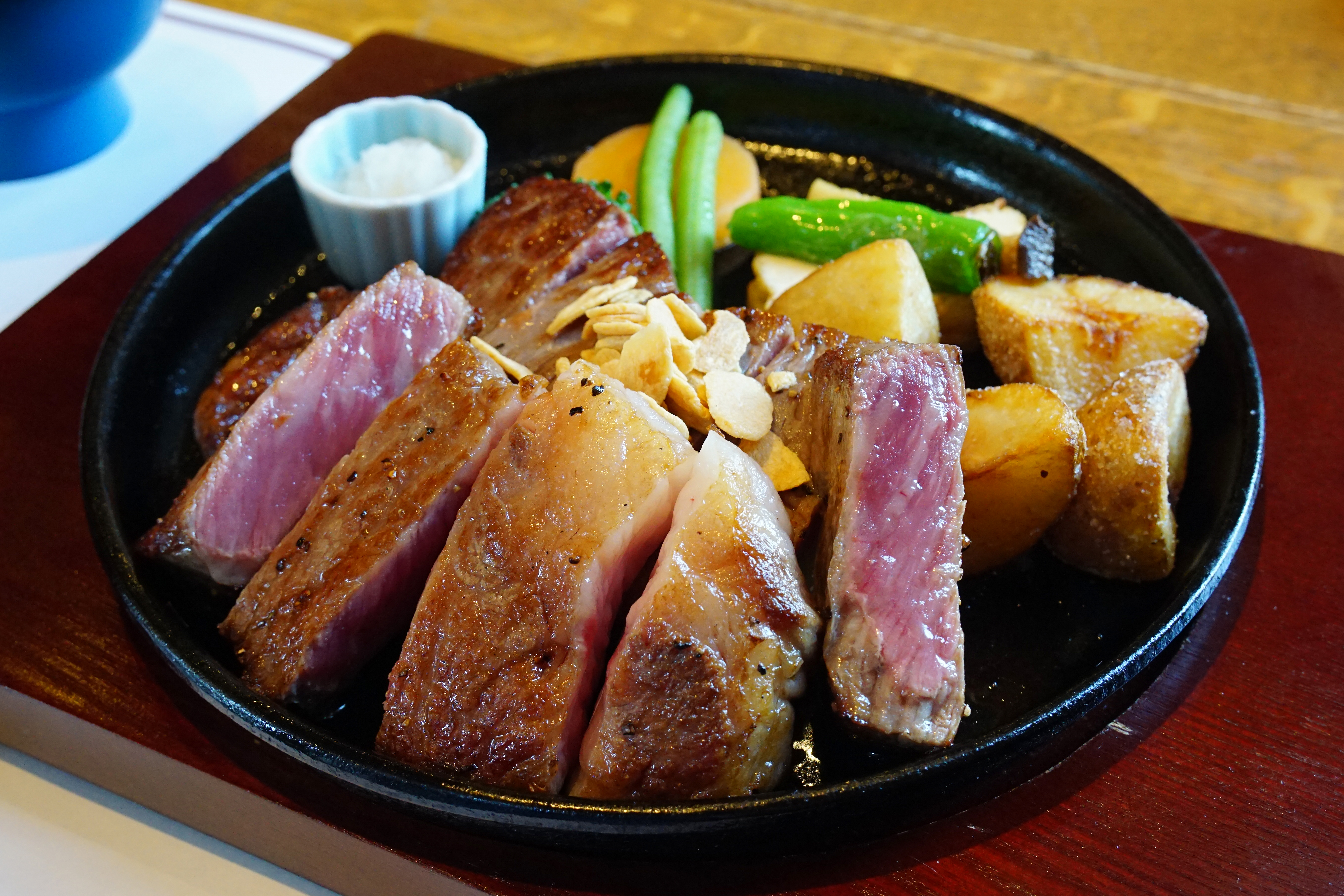
ポテトやサヤインゲンなどを添えた例

### 調味
良質の肉の場合に限られるが、最もシンプルな食べ方として、下味のみで何も加えずに食べるという方法がある。塩やコショウなどのシンプルな調味料だけで、あくまで肉そのものの旨みを楽しむ人も少なくない。一般的にはステーキソースやウスターソース類をかけて食べることが多い。トマトケチャップや醤油といった調味料を好む人もいる。薬味としてホースラディッシュやマスタード、にんにく、からし、わさびなどを用いることもある。
なお、日本で「和風ステーキ」と銘打ったものは、大根おろしと醤油、ポン酢などで味付けされる。

### 副菜
ステーキの付け合わせには、ジャガイモ・ニンジン・豆類・コーンなどの温野菜が盛りつけられることが多い。日本の一部の店舗や台湾夜市などではパスタを添えることもある。通常は肉と付け合せの野菜以外にパンが添えられる。日本人は多くの場合ステーキを「おかず」として認識するため、主食であるライスを選択する。食中酒としては赤ワインを選ぶのが常道である。

### 食べ方
ステーキを食する際は左手にフォーク、右手にナイフを持ち、肉の左側から一口大にカットし、そのまま左手のフォークを持ち替えず肉を口に運ぶのがマナーである。しかしアメリカはカジュアルなスタイル、くだけた態度も許されることが多いので、肉全体を一口大にすっかり切り分けてしまってから、右手にフォークを持ち替えて食べる人もいる。和食料理店では箸で食べる都合上、料理人の手で切り分けられてから供されることが多い。

## 分類

### 部位
ステーキとしてカットされる肉は、柔らかく味の良い上質な部位に限られる。日本の食肉小売品質基準で規定されている牛肉の名称では、以下の部位が用いられる。
サーロイン　
日本では上部後方の腰肉を意味する。柔らかく程よい脂身を持ち味が良い。
フィレ（ヒレ）　
最も柔らかく脂肪が少ない。英語ではテンダーロインと呼ばれる部位である。
リブロース
上部中央の背肉。脂肪が多く旨味がある。
肩ロース（かたロース）
上部前方の肩肉。脂肪は多いが筋があり、食感はやや固い。
腿（もも）　
腿肉（ももにく）は「もも」と「そともも」に分類され、そとももは硬くステーキには向かない。「もも」は日本食肉格付協会の分類では「うちもも」と「しんたま」に細分される。
らんぷ　
臀部の肉。赤身で柔らかく脂肪が少ない。

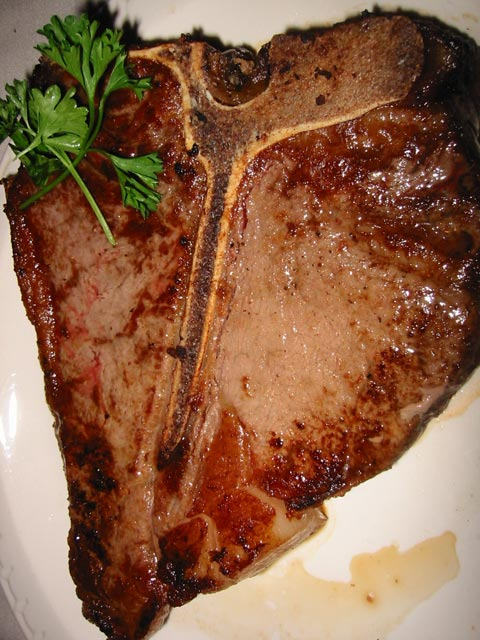
Tボーン（ポーターハウス）ステーキ

以下は骨付きステーキ。日本の解体法とは異なるため、輸入肉のみに存在するカットである。
Tボーンステーキ(en:T-bone steak)
ヒレとサーロイン（あるいはショートロイン）の2つの部位が付いた骨付き肉。骨の断面がT字に見えるためこの名がある。
ポーターハウスステーキ
Tボーンステーキの中でもヒレの部分が1/3を超えるもの。
Lボーンステーキ
Tボーンと同じ部位だが、ショートロイン側でほとんどヒレ肉が付いていないもの、あるいは単に骨付きのサーロインステーキをこのように呼ぶ。
これらの精肉以外にも、内臓肉に分類されるサガリ（ハンガーステーキ）、ハラミ（フランクステーキ）、ミスジなどの部位もステーキとして用いられる。

### 焼き方
基本として生焼きの「レア」、充分に火の通った「ウェルダン」、その中間の「ミディアム」の3つがある。さらに細かく分けると、レアとミディアムの中間の「ミディアム・レア」、ミディアムとウェルダンの中間の「ミディアム・ウェル」がある。
生肉からすっかり火を通し切った状態までの、各段階を細かく網羅的に挙げると以下のとおり。
ロー（英：raw）
未調理。完全に生の状態。食中毒の危険性が高いため、特殊な場合を除き提供されることはない。
ブルーレア（英：blue rare）
限りなく生に近く、表面の色が変わる程度に焼いた状態。
レア（英：rare）、ブル（仏：bleu）
表面のみを焼いた「鰹のタタキ」のような状態。ただし、炙熱後に冷やすタタキの内部が刺身同様の生であるのに対して、レアステーキは余熱などで55 - 60℃程度まで加温されている。
ミディアム・レア（英：medium rare1）、セニャン（仏：saignant）
レアとミディアムの中間。肉の内部温度を蛋白質の変質が起こる境界の65℃程度まで温める焼き方。表面はしっかりと焼かれる一方、中心部は生に近い状態が損なわれていない。中にまだ赤みが残っており、切ると多少血がにじむくらいの状態。
ミディアム（英：medium）、ア・ポワン（仏：a point）
肉の中心部の蛋白質が変質しかける程度まで温める焼き方（内部温度65℃以上 - 70℃以下）。切るとほぼ全体に色が変わっているが中心部はうっすらとピンクがかっており、完全に色が変わっていない状態。肉汁はまだ保たれている。
ミディアム・ウェル（英：medium well）
ミディアムとウェルダンの中間。
ウェルダン（英：well-done）、ビヤン・キュイ（仏：bien cuit）
よく焼いた状態。肉の中心部まで蛋白質の変性が起こっており、赤味はほとんど残っておらず、ナイフで切っても肉汁はほとんど出ない。食中毒を経験をした人は、用心してウェルダンを選ぶようになる傾向があるといわれる。
ベリー・ウェルダン（英：very well-done）
完全に中まで焼いた状態で、ナイフで肉を切っても肉汁が出ない。肉の良さを殺しすぎるためあまり推奨されないが、これ以外は口にしないという人も一定数は存在する。
また、非常に高温に熱した鉄板やグリルで短時間で表面を焦がす「ピッツバーグレア（英：pittsburgh rare）」あるいは「ブラック・アンド・ブルー（英：black and blue）」といった焼き方もある。

### 成型肉の景品表示上の問題
成型肉を「ステーキ」「ビーフステーキ」「○○ステーキ」など「ステーキ」と表示することについて、景品表示法上の問題が指摘されている。
消費者庁では、一般消費者は「生鮮食品」の「肉類」に該当する「一枚の牛肉の切り身」を焼いた料理と認識することや、牛の成型肉は「生鮮食品」の「肉類」に該当する牛の生肉の切り身ではないことなどから、「ステーキ」と表示すること自体が景品表示法第4条第1項第1号（優良誤認）に抵触するとの見解を示している。一方、東京都福祉保健局は「牛肉（サイコロステーキ）」「牛肉加工品（サイコロステーキ）」など、「ステーキ」の表示とともにJAS法に基づく適切な名称の記載を推奨している。

## 牛肉以外のステーキ
ポークステーキ
豚肉の場合、同様なカットに対しては "cutlet" という表現が用いられるのが一般的で、ポークステーキという用語はあまり用いられない。ただしアメリカ合衆国では、肩肉のカットについて限定的にこの名称が使用されることがある（ポークステーキ）。豚肉を焼く料理の名称としては、調理法に由来するポークソテーや、肉の切り方に由来するポークチャップという呼称が一般的である。
日本では豚肉のステーキという意味で「トン（豚）テキ」と呼ばれることがある。トンテキとはビフテキの豚肉版という意味の応用的な命名であるが、ビフテキはフランス語で肉の炙り焼きを意味する「bifteck（ビフテック）」に由来する言葉であり、ビーフステーキの略称ではない。「とんテキ」は上野にあった「たいまる」（現在は閉店）の登録商標である。三重県では四日市とんてきがご当地グルメとなっている。
ラムステーキ
子羊肉のステーキ。通常は骨付きに切り分けられるため、ラムチャップと呼ばれることのほうが多い。
ヴィールステーキ
仔牛肉のステーキ。仔牛は未成熟な牛を指す言葉だが、肉質が大きく異なるため別の食材として扱われる。
チキンステーキ
鶏肉は「ステーキ」にカットされることはないが、鶏胸肉を叩き伸ばす、または鶏もも肉をたたき伸ばさずに下味を付けて焼いたものをこう呼ぶことがある。
馬肉のステーキ
鯨のステーキ
馬肉や鯨肉を食用とする国は限られており、流通量も少ないため一般的ではない。日本ではいずれも提供する店がある。
ハムステーキ
厚切りの ハムを焼いたもの。

### 魚類

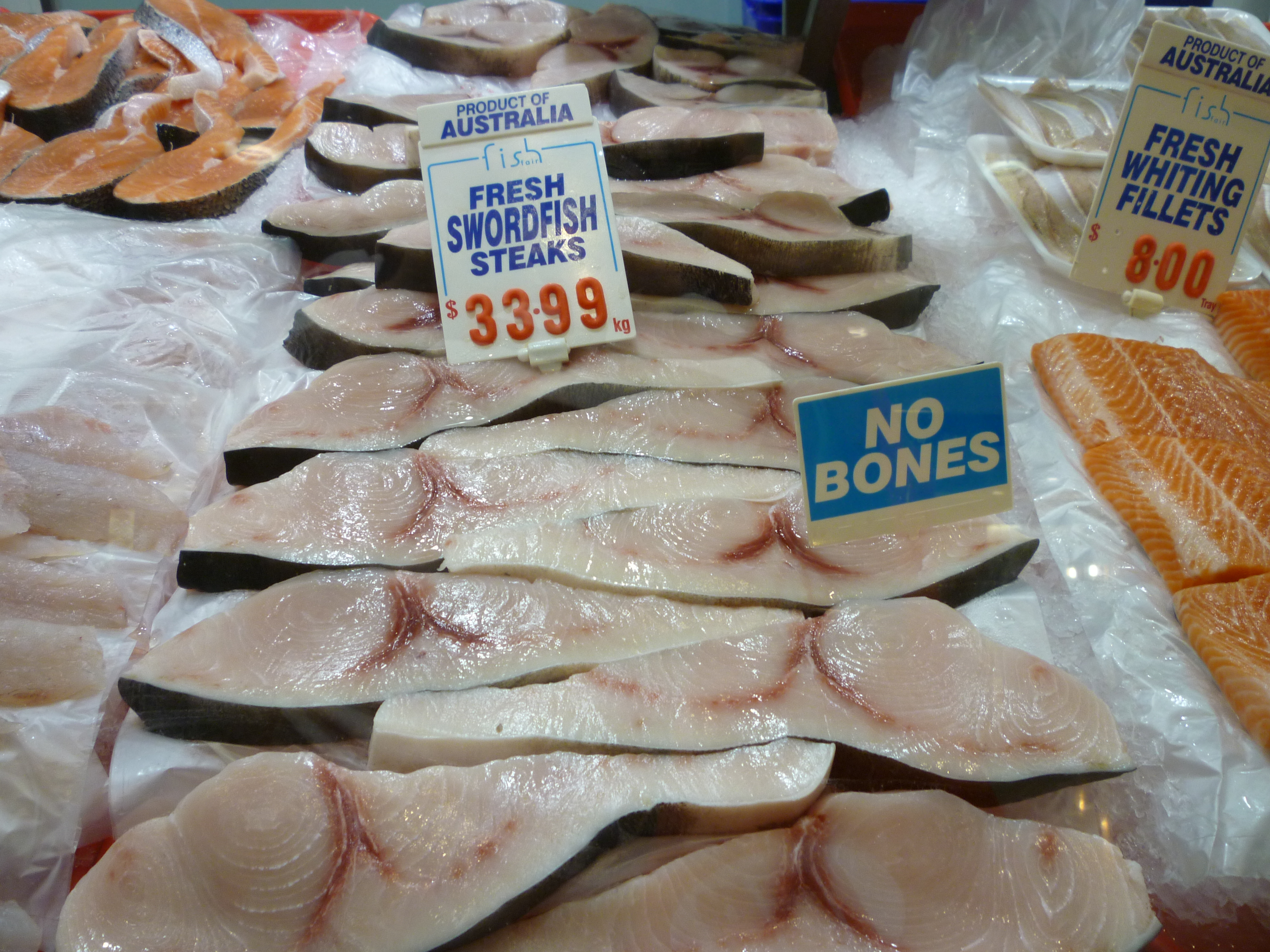
英語圏の鮮魚売り場に陳列されている Swordfish steaks（メカジキのステーキ）。

魚の場合も肉と同様に、長軸方向に対して垂直な筒切り（輪切り）を「ステーキ」と呼び、背骨に平行に削ぎ取られた「フィレ」（いわゆる三枚おろし）の対義語となっている。ただし一般の日本人にはほとんど周知されておらず、冷凍状態で輸入される切り身の流通時を除き、用語として正確に使用されることは稀である。
- サーモンステーキ
- 鮪ステーキ / まぐろステーキ
- 鰹ステーキ / かつおステーキ
- 鮙ステーキ / かじきステーキ

### 野菜類・その他

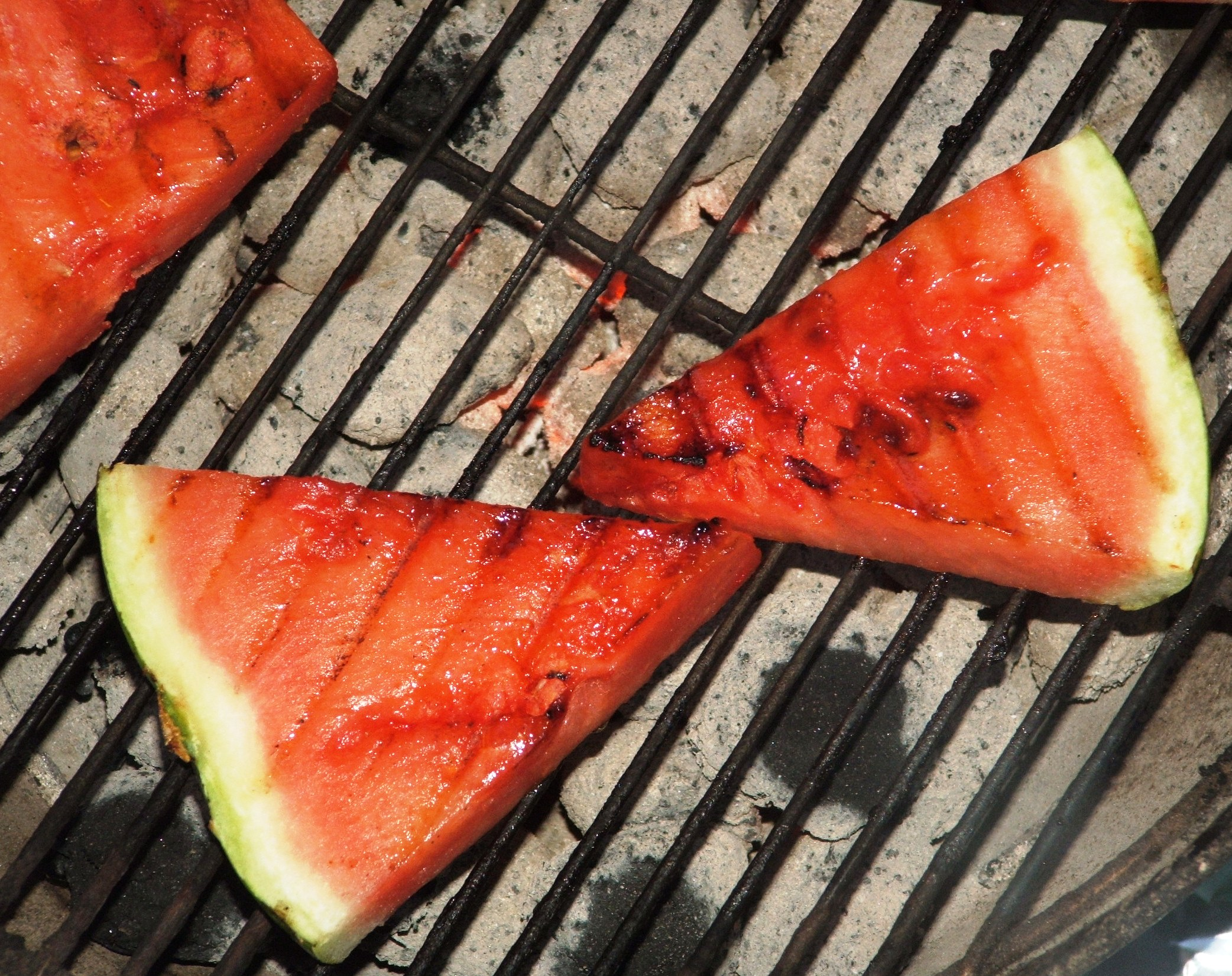
ウォーターメロンステーキ

以下は本来のステーキの意味からは外れるが、慣用的に呼ばれているものである。
- 大根ステーキ
- 椎茸ステーキ
- ズッキーニステーキ
- 蓮根ステーキ
- 山芋ステーキ
- サボテンステーキ
- 豆腐ステーキ
- 鮑ステーキ
- 蒟蒻ステーキ
- 漬物ステーキ - 岐阜県飛騨地方の郷土料理。漬物を油で炒めて、卵でとじたもの。
- マッシュルームのステーキ - 大型のものを使用する[12]。
- エノキステーキ - えのきの根元の部分で作ったステーキ
- ホタテステーキ[13]
- タケノコステーキ[14]

## ステーキ料理のいろいろ
英語における用法では、日本で一般にイメージされる鉄板で焼いた厚めの一枚肉からはかけ離れたものも多い。
チーズステーキ
炒めた薄切り牛肉とチーズを柔らかいフランスパンに挟んだサンドイッチ
チキンフライドステーキ
モモなどの硬い部位のステーキを筋切りして叩き（これをキューブステーキという）、小麦粉の衣をつけてフライドチキンのように揚げた料理
スイスステーキ
キューブステーキに小麦粉をまぶして焼き色を付け、トマトや玉ねぎなどの野菜と一緒に長時間煮込んだ料理。日本では豚肉で代用されることも多い。「スイスステーキ煮」と呼ばれることもある。
チャップステーキ
一口大にカットした牛肉をたまねぎやピーマンなどの野菜と炒め合わせた料理
タルタルステーキ
牛肉や馬肉の挽肉を、薬味と卵黄を混ぜ込み生食する料理
ハンバーガーステーキ
挽肉をステーキ状に成形し焼きあげる料理
ソールズベリーステーキ
日本のハンバーグによく似たアメリカ合衆国の料理
サイコロステーキ
肉を一口大に切ったもの。また、結着剤で屑肉や牛脂などを固めてサイコロ状の成型肉にしたもの。もともとは枝肉からステーキを切り出す際に生じる規格外の端肉の商品化であるが、ナイフとフォークを使う必要がないため、しばしば膳形式で箸とともに供される。その発祥は、東京日本橋・兜町のバンボリーナが『「ステーキを切る暇の無いほど忙しい」証券マンのために考案したのが始まり』と言われるほか、『福岡県久留米市の牛鉄で「スタミナステーキ」の名称で昭和45年に商品化された』事、また『昭和40年代にビッグシェフ・グループの前身である洋食店で、藤咲信次シェフが開発した』との説もある。成型肉の場合は内部に雑菌が入り込んでいる可能性が高いため、一枚肉のステーキとは異なりレアやミディアムの状態で食すると食中毒の恐れがある。
シャリアピンステーキ
擦り下ろしたタマネギに肉を漬け込んで柔らかくしてから焼いたもの。オペラ歌手のシャリアピンに由来する日本独特の料理。